# Vissaus

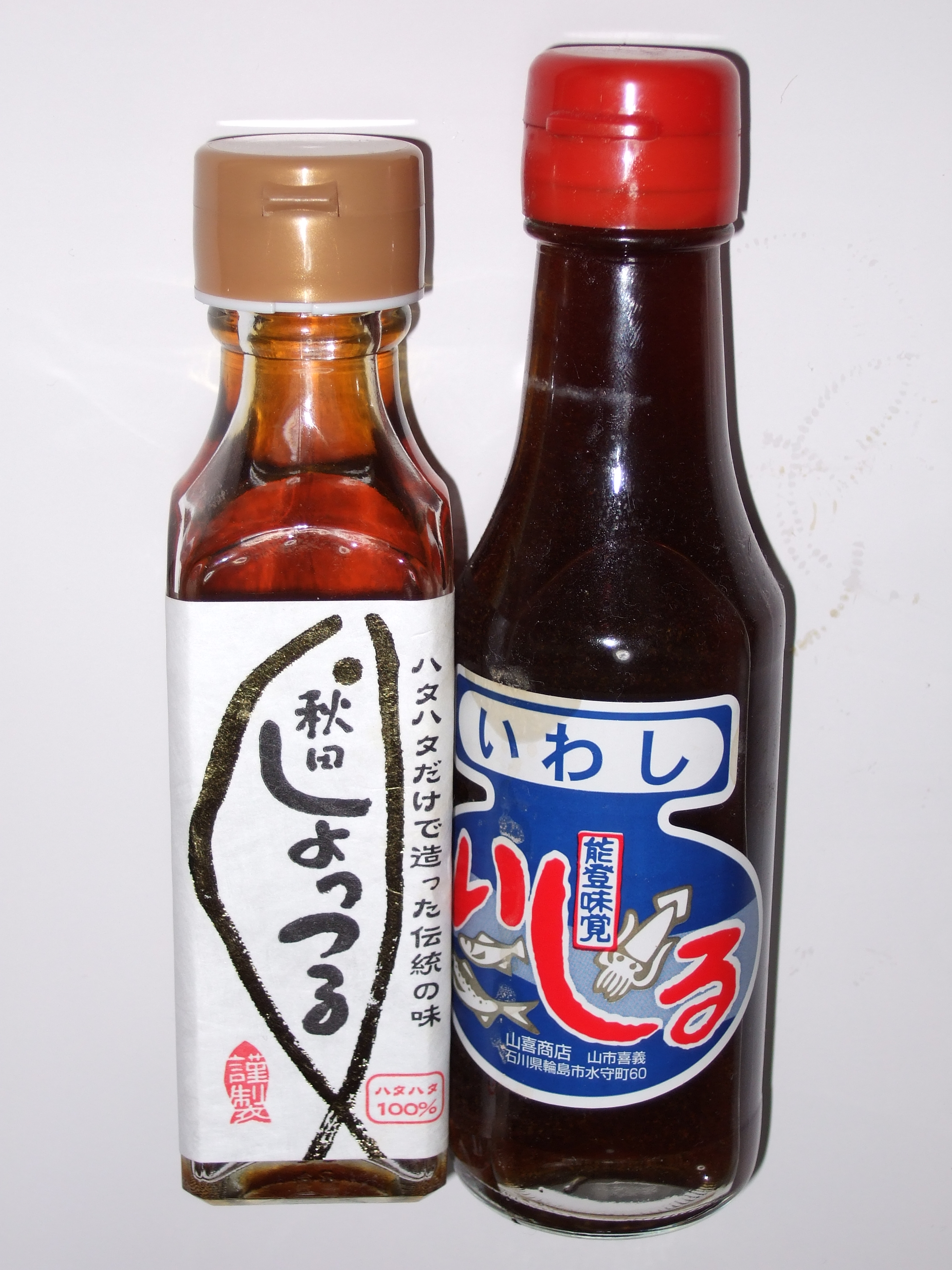
Flesjes Japanse vissaus

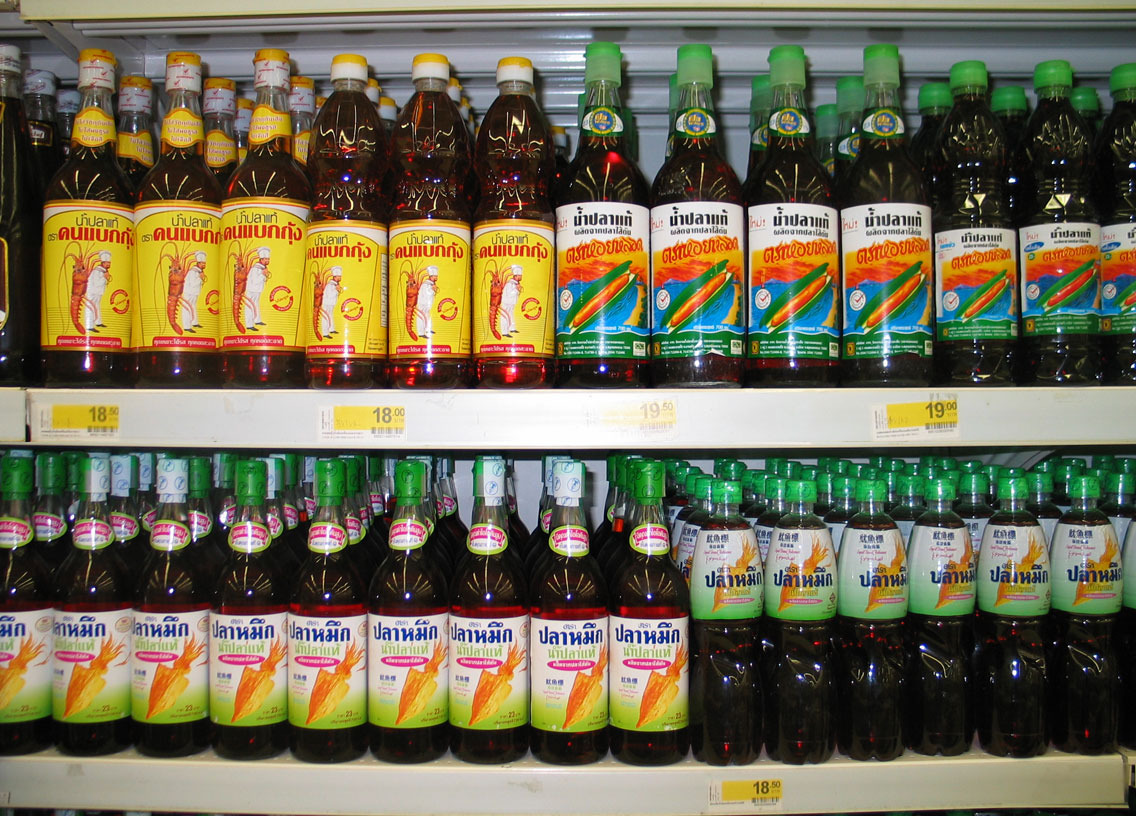
Verschillende soorten Thaise vissaus

Vissaus is een saus die gemaakt wordt van vergiste vis. De term beschrijft een brede variatie van producten die in verschillende culturen en tijden gebruikt wordt. 
Sommige vissauzen worden gemaakt van rauwe vis, andere van gedroogde vis, andere weer van garnalen, krabben of inktvissen. Soms worden ook visresten gebruikt of een mengsel van verschillende vissen, schaal- en schelpdieren. Sommige recepten bevatten alleen vis en zout, andere recepten hebben ook kruiden en specerijen als toevoeging. 
Vissaus wordt veel gebruikt in de Zuidoost-Aziatische keuken. Het kan gemaakt worden van verschillende soorten vis, onder andere ansjovis. Vaak wordt het gebruikt in plaats van zout bij de bereiding van gerechten. Ook wordt het gebruikt als ingrediënt voor verschillende (pittige) dipsauzen zoals de Thaise phrik nam pla.
In Vietnam wordt het nước mắm genoemd, in Thailand spreekt men van nam pla en in China yu lu in het Mandarijn of huh lo in de Minnan-talen. In Indonesië en Maleisië wordt deze saus sos ikan of kecap ikan genoemd.
Naast nam pla kent men in Thailand ook het sterkere pla raa. In Laos en in de Thaise streek Isaan wordt het padaek genoemd. In tegenstelling tot vissaus is deze niet helder en bevat het stukken vis. Dit is een saus die kan worden toegepast in gerechten zoals in een som tam-salade. Deze saus kenmerkt zich door een sterke doordringende geur van gefermenteerde vis en het eten hiervan kan buikloop veroorzaken. In smaak en geur lijkt pla raa meer op trassi dan op vissaus. In Maleisië kent men ook een dergelijk soort vissaus als pla raa die budu wordt genoemd. Deze wordt meestal gebruikt als een ingrediënt voor een pittige dipsaus die gegeten wordt met een selectie van verschillende rauwe, gebakken en gestoomde groenten, eetbare boombladeren en, bijvoorbeeld, gestoomde bananenbloesem. Het is minder sterk van smaak dan de Thaise pla raa.
Ook in de klassieke Romeinse keuken werd vissaus gebruikt, waar het in het Latijn garum of liquamen heette. Dit werd veelal gebruikt als een vervanger voor zout. Het maken van garum vergde veel tijd omdat de vissen (of de ingewanden) twee à drie maanden moesten fermenteren. 
Het plaatsje Cetara aan de Italiaanse kust van Amalfi is bekend van de productie van de vissaus Colatura di Alici (colatura betekent ‘leksel’, Alici betekent ansjovis), die puur van (schoongemaakte) ansjovis en zeezout gemaakt wordt. Het procedé wordt bewaakt door de Amici delle Alici (de Vrienden van Ansjovis). Kleine houten vaatjes worden in laagjes gevuld met ansjovis en zeezout. Op het deksel van de vaatjes rust een zwaar gewicht bij wijze van pers. Na ongeveer vijf maanden wordt een klein gaatje in de onderkant van zo’n tonnetje geboord waarna de colatura druppel voor druppel opgevangen wordt. Deze colatura is dan ook begrijpelijkerwijs vrij kostbaar. De smaak van dit ‘visnat’ is intens vissig en zout met een hoog umamigehalte. In Italië wordt colatura door tal van (pasta)gerechten gebruikt, maar leent zich vooral als smaakversterker voor gerechten met vis of zeevruchten.